# Организация с нестопанска цел
Организацията с нестопанска цел (на английски: nonprofit organization, NPO) е вид организация, която не разпределя бюджетния си излишък между собствениците или акционерите си, а вместо това го използва, за да постигне поставените цели. Примери за такива организации са фондациите, професионалните съюзи и организациите за публично изкуство. Повечето правителства и правителствени агенции покриват тази дефиниция, но по принцип те не се считат за организации с нестопанска цел. В повечето държави ОНЦ не се облагат с данък върху общия доход и данък върху недвижимите имоти.
Според ЗЮЛНЦ (Закон за юридическите лица с нестопанската цел) юридическите лица с нестопанска цел са сдружения и фондации.

## Същност
Учредители на организация с нестопанска цел могат да бъдат юридически и дееспособни лица.

## Дейност
Юридическите лица с нестопанска цел определят целите си и могат да се самоопределят, като организации за осъществяване на дейност в обществена или в частна полза. Определянето се извършва с устав, учредителен акт или с изменение в тях. Определянето за осъществяване на общественополезна дейност е неотменяемо след вписването на това обстоятелство в регистъра за юридическите лица с нестопанска цел в района на окръжния съд по седалището на юридическото лице с нестопанска цел. Юридическите лица с нестопанска цел, определени за осъществяване на общественополезна дейност, след възникването си подлежат на вписване в Централен регистър при Министерството на правосъдието (изключение са определените за извършване на дейност в частна полза).

## Цел на дейността
Определят се свободно средствата за постигане на целите. Ограничения могат да се определят само със закон. Юридическите лица с нестопанска цел могат да извършват допълнителна стопанска дейност, само ако е свързана с предмета на основната дейност, за която са регистрирани, и като използват прихода за постигане на определените в устава или учредителния акт цели. Предметът на стопанската дейност се определя в устава или учредителния акт (на юридическото лице с нестопанска цел).

## Взаимоотношения с държавата
Държавата може да подпомага и насърчава регистрираните в централния регистър юридически лица с нестопанска цел, за осъществяване на общественополезна дейност чрез данъчни, кредитно-лихвени, митнически и други финансови и икономически облекчения, както и финансирания при условия и по ред, определени в съответните специални закони.

## Учредители
Могат да бъдат, както български, така и чуждестранни юридически и дееспособни физически лица.

## Правоспособност
Ако организацията е учредена като фондация или сдружение е юридическо лице. Юридическото лице на организацията възниква с вписването в регистъра за организациите с нестопанска цел при окръжния съд, по седалището на юридическото лице. Действията на учредителите, извършени от името на учредяваната организация (до деня на вписването), пораждат права и задължения на лицата, които са ги извършили, и преминават върху възникналата организация. При извършването на сделките се указва, че юридическото лице с нестопанска цел е в процес на учредяване. Лицата, сключили сделките, отговарят солидарно за поетите задължения. Юридическите лица с нестопанска цел са носители на всички права и задължения, които не са свързани с естествените качества на физическите лица и могат да притежават имущество.

## Наименование
Наименованието на организацията не трябва да е подвеждащо, то трябва да е коректно и да отговаря реално на целите и работата ú. То се изписва на български език, като може допълнително да бъде изписано и на чужд език. Ако се регистрира по-късно друга организация (от същия вид и в същото населено място), то първата такава може да пожелае преустановяване на името (на по-късно появилата се организация).

## Седалище и адрес
Седалището на организацията е населеното място, където се намира управлението на дейността ú. Адресът на организацията е адресът на управление на дейността ú.

## Писмени актове
Всяко писмено изявление трябва да съдържа наименованието на организацията, седалището, адреса, съдът (където е регистрирана) и номера на регистрацията ú. Устройството на юридическите лица с нестопанска цел се определя от „Закона за юридическите лица с нестопанска цел“, учредителния акт или устава.

## Вписване
- На вписване в регистъра за юридическите лица с нестопанска цел подлежат следните обстоятелства: необходимото съдържание на учредителния акт или устава; имената и длъжностите на лицата, представляващи юридическото лице с нестопанска цел; адресът; определянето за извършване на общественополезна дейност; общият размер на първоначалните имуществени вноски, ако такива са предвидени; прекратяването на юридическото лице с нестопанска цел; преобразуването; имената, съответно наименованието, както и адресът на ликвидаторите; заличаването на юридическото лице с нестопанска цел.

- На вписване в регистъра за юридическите лица с нестопанска цел по седалището на клона подлежат следните обстоятелства: наименованието, седалището и адресът на юридическото лице с нестопанска цел; седалището и адресът на клона; управителят на клона, както и предвидените в учредителния акт ограничения на правомощията и представителната му власт.

- Относно клоновете на чуждестранни юридически лица с нестопанска цел се вписват и: целите на чуждестранното юридическо лице с нестопанска цел; целите, които ще се осъществяват чрез клона; определянето на клона за извършване на общественополезна дейност.

На вписване подлежат и извършените промени по предходните изброени.

## Клон
Организацията може да има клонове. Управителят отговаря за организацията на дейността на клона.

## Представителство
Организацията се представлява от управителния си орган. Юридическото лице участва в работата на орган на организацията чрез своя представител или упълномощено от него лице. По съдебни спорове между юридическото лице с нестопанска цел и управителния му орган, съответно членове на управителния орган, юридическото лице може да се представлява и от избрани от общото му събрание едно или няколко лица. Юридическо лице с нестопанска цел може да участва в работата на орган на юридическото лице с нестопанска цел чрез своя представител или упълномощено от него лице

## Реорганизация
Организациите могат да се преобразуват (сливат, вливат, отделят и разделят), но реорганизиране в организация, която не е с нестопанска цел, не се допуска. След отделяне или разделяне юридическите лица с нестопанска цел отговарят солидарно за задълженията, възникнали до преобразуването им. Членовете на юридическите лица с нестопанска цел, които са се слели или влели, стават членове на новото юридическо лице с нестопанска цел, а членовете на юридическото лице с нестопанска цел, което се е разделило – членове на новообразуваните юридически лица с нестопанска цел, по техен избор.

## Несъстоятелност, прекратяване, ликвидация
Производство по несъстоятелност се открива към организация, която е неплатежоспособна. Организацията може да бъде прекратена:
- с изтичане на срока, за който е учредена;
- при обявяване в несъстоятелност;
- по решение на върховния си орган;
- по решение на окръжния съд по регистрацията ѝ (когато не е учредена законно или извършва дейност, която противоречи на Конституцията, на законите и на добрите нрави).

При прекратяване на дейността на организацията въз основа на по-горе посочените точки (с изключение на обявяването в несъстоятелност) се извършва ликвидация. Съдът дава срок до 6 месеца за отстраняване на основанието за прекратяване и неговите последици.
Ликвидацията се извършва от управителния орган или от определено от него лице. Ако няма определен ликвидатор, той се определя от съда по регистрацията на организацията. Правомощията на ликвидатора и самият процес се определят от Търговския закон. Относно неплатежоспособността, съответно несъстоятелността, редът за ликвидация и правомощията на ликвидатора се прилагат съответно разпоредбите на Търговския закон. По отношение на юридическите лица с нестопанска цел, подлежащите на вписване в търговския регистър актове на съда по несъстоятелността, се вписват в регистъра на юридическите лица с нестопанска цел и се обнародват в „Държавен вестник“, а подлежащите на обявяване в търговския регистър актове се обнародват в „Държавен вестник“.

## Имущество след ликвидация
Разпределянето на останалото след удовлетворяването на кредиторите имущество се решава съгласно устава, учредителния акт или от върховния орган на юридическото лице с нестопанска цел, доколкото в този закон не е предвидено друго. Ако решение не е било взето до прекратяването, то се взема от ликвидатора. Ако не съществува такова лице, имуществото се изземва от общината (по седалището на юридическото лице с нестопанска цел). Тя е длъжна да използва полученото имущество за дейност, възможно най-близка до целта на прекратената. Имуществото не може да се разпределя, продава или по какъвто и да било начин да се прехвърля на ликвидатор, назначен извън кръга на лицата (с изключение на дължимото им възнаграждение).
Лицата, придобили имущество в резултат на извършената ликвидация, отговарят за задълженията на прекратеното юридическо лице с нестопанска цел до размера на придобитото.

## Заличаване
След разпределяне на имуществото, ликвидаторът е длъжен да поиска да се заличи вписването на юридическото лице с нестопанска цел, от окръжния съд по седалището на юридическото лице с нестопанска цел.

## ЮЛ с нестопанска цел

### Сдружения
Сдружението се учредява от три или повече лица, които се обединяват за осъществяване на дейност с нестопанска цел. Сдружение, което е определено за извършване на общественополезна дейност, се учредява от най-малко 7 дееспособни физически лица или 3 юридически лица.
Учредителите приемат устав, който трябва да съдържа: наименованието; седалището; целите и средствата за тяхното постигане; определянето вида на дейността; предмета на дейност; органите на управление; клоновете; правомощията на органите на сдружението; правилата, относно начина на представляване на сдружението; правилата за възникването и прекратяването на членството, както и реда за уреждане на имуществените отношения при прекратяване на членството; срока, за който е учредено сдружението; реда за определяне на размера и начина на внасяне на имуществените вноски; начина на разпределение на останалото имущество след удовлетворяването на кредиторите.
Членуването в сдружението е доброволно. Всеки член има право да участва в управлението на сдружението, да бъде информиран за неговата дейност, да се ползва от имуществото му и от резултатите от дейността му по реда, предвиден в устава. Всеки член е длъжен да прави имуществени вноски, когато това е предвидено в устава. За задълженията на сдружението членът отговаря до размера на предвидените в устава имуществени вноски. Членът не отговаря лично за задълженията на сдружението. Членските права и задължения, с изключение на имуществените, са непрехвърлими и не преминават върху други лица при смърт, съответно при прекратяване. Изпълнението на членските задължения и упражняването на членските права може да бъде предоставено другиму, ако е предвидено в устава.
Членството се прекратява: с едностранно волеизявление до сдружението; със смъртта или поставянето под пълно запрещение; с изключването; с прекратяването на юридическото лице с нестопанска цел; при отпадане. Ако уставът не предвижда друго, решението за изключване се взема от общото събрание при поведение, което прави по-нататъшното членство несъвместимо. Когато уставът предвижда изключването да става по решение на управителния съвет или на друг орган на сдружението, това решение може да се обжалва пред общото събрание. Отпадането поради невнасяне установените имуществени вноски и системно неучастие в дейността се констатира по документи по реда, предвиден в устава на сдружението.
Органи –  Върховен орган на сдружението е общото събрание. Управителен орган на сдружението е управителният съвет.
Общото събрание се състои от всички членове на сдружението, освен ако в устава е предвидено друго.
Кворум Ако уставът не разпорежда друго, общото събрание е законно, ако присъстват повече от половината от всички членове. При липса на кворум събранието се отлага с един час по-късно на същото място и при същия дневен ред и може да се проведе, колкото и членове да се явят, освен ако уставът не разпорежда друго.
Гласуване Всеки член на общото събрание има право на един глас. Член на общото събрание няма право на глас при решаването на въпроси, отнасящи се до: него, неговия съпруг(а) или роднини по права линия – без ограничения (по съребрена линия – до четвърта степен, или по сватовство – до втора степен включително); юридически лица, в които той е управител или може да наложи или възпрепятства вземането на решения.
Едно лице може да представлява не повече от трима членове на общото събрание въз основа на писмено пълномощно, освен ако друга норма на представителство или събрание на пълномощниците не са предвидени в устава. Преупълномощаване не се допуска.
Вземане на решения Решенията на общото събрание се вземат с мнозинство от присъстващите (а в някои случаи се вземат с мнозинство 2/3 от присъстващите). По въпроси, които не са включени в обявения в поканата дневен ред, не може да се вземат решения.

### Фондации
Фондация се учредява приживе или по случай на смърт с едностранен учредителен акт, с който безвъзмездно се предоставя имущество за постигане на нестопанска цел. За учредяване на фондацията приживе е необходимо актът да бъде с нотариално заверени подписи. Когато се прехвърлят вещни права върху недвижим имот, учредителният акт се вписва от съдията по вписванията при районния съд по местонахождението на имота. Имуществото, предоставено с учредителния акт, се счита за имущество на фондацията при нейното възникване от датата на извършване на учредителния акт приживе или на откриване на наследството по случай смърт. Учредителят има право да отмени учредителния акт до възникване на фондацията, като това право не преминава върху наследниците.
Фондацията има управителен орган, който може да бъде едноличен или колективен. Когато учредителният акт предвижда повече от един орган, правилата за общото събрание и управителния съвет на сдружение се прилагат съответно и за другите органи. Органите на фондацията могат да вземат решения за попълване на състава си. Ако те не са в състояние да сторят това, всяко лице от състава им, както и всяко лице, което би се ползвало от дейността на фондацията, може да поиска от окръжния съд по седалището ѝ да попълни състава на органите си в съответствие с волята, изразена с учредителния акт.
Когато в учредителния акт не са посочени органи на фондацията, те се определят от окръжния съд по местоучредяването ѝ.
Запазените права за учредителя или определено от него трето лице преминават върху съответния орган на фондацията, в случай че учредителят или лицето почине, бъдат обявени за отсъстващи или поставени под запрещение, съответно ако бъдат прекратени. Ако лицата не упражняват правата си с необходимата грижа или са в трайна невъзможност да ги упражняват, съдът по регистрацията по искане на управителния орган може да постанови техните правомощия да бъдат предоставени на съответния орган на фондацията за известен период или завинаги.

### Благотворителни организации
Това са организации, които са юридически лица, определени за извършване на дейност от публичен ред, през последната година не са извършвали стопанска дейност, държавно са се издължили (данъци, такси...) и са изразходвали приходите си хуманни цели (защита на човешките права или околната среда, подпомагане на социалната интеграция, подпомагане на социално слабите и хората в неравностойно положение, развитие и утвърждаване на духовните ценности, културата, здравеопазването, технологиите и др.).
Благотворителната организация не може да осъществява друга дейност, която не е свързана с изложените от нея цели. Изготвя се публичен годишен доклад, съдържащ данни относно съществените действие, разходите по тях, връзката им с целите на организацията и постигнатите резултати; размерът на безвъзмездно получените приходи и финансовият резултат.

## Организации с нестопанска цел в България
Въз основа на подадените финансови отчети (от организациите) през 1999 г. и след проучване през 2001 г., на Българския център за нестопанско право, броят на ОНЦ възлиза на 259, като по-голямата част от тях са сдружения, получаващи финансова подкрепа от чуждестранни физически лица.